# کلاه‌پارچه‌ای معمولی
کلاه‌پارچه‌ای معمولی (نام علمی: Mycena galericulata) نام یک گونه از سرده کلاه‌پارچه‌ای‌ها است.

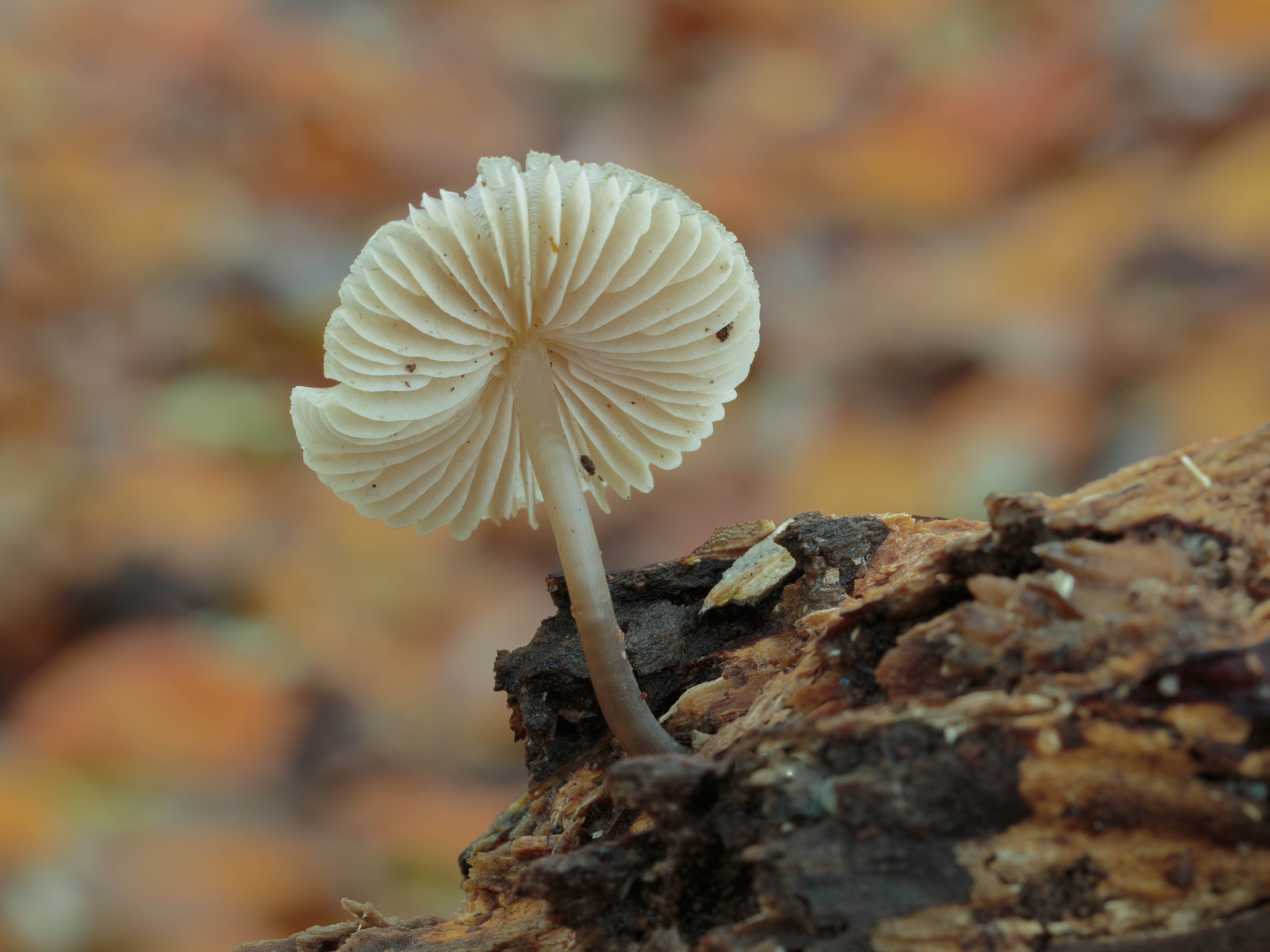
نگاره‌ای از یک قارچ کلاه‌پارچه‌ای معمولی.
این گونه از قارچ متعلق به سردهٔ کلاه‌پارچه‌ای‌ها است و نخستین‌بار در سال ۱۷۷۲ میلادی، توصیف علمی شد.